# تومریس گیریت‌لی‌اوغلو
تومریس گیریت‌لی‌اوغلو (انگلیسی: Tomris Giritlioğlu؛ زادهٔ ۱۹۵۷ – درگذشتهٔ ۲۳ سپتامبر ۲۰۲۴) تدوین‌گر، تهیه‌کننده فیلم، فیلم‌نامه‌نویس، و کارگردان فیلم اهل ترکیه بود.